# El Cascalotal
El Cascalotal är en ort i Mexiko.   Den ligger i kommunen Turicato och delstaten Michoacán de Ocampo, i den södra delen av landet, 240 km väster om huvudstaden Mexico City. El Cascalotal ligger 506 meter över havet och antalet invånare är 145.
Terrängen runt El Cascalotal är huvudsakligen kuperad. El Cascalotal ligger nere i en dal. Runt El Cascalotal är det ganska glesbefolkat, med 24 invånare per kvadratkilometer. Närmaste större samhälle är Cuitzián Grande, 0,74 km sydväst om El Cascalotal. I omgivningarna runt El Cascalotal växer huvudsakligen savannskog.